# Caccia allo scorpione d'oro
Caccia allo scorpione d'oro è un film del 1991, diretto da Umberto Lenzi.